# Цао (фамилия)

Иероглиф клана Цао

Цао (пиньинь Cao, сяоэрцзин ) — китайская клановая фамилия, исторически связана с княжеством Цао на территории провинции Шаньдун (Период Чуньцю). Корейский аналог — Чо (кор. 조).
曹 — компания, соратники (один из показателей мн.ч. при личных местоимениях).

## Известные Цао 曹
- Цао Бочунь (род. 1941) — китайский государственный и политический деятель, секретарь парткома КПК Гуанси-Чжуанского автономного района (1997—2006).
- Цао Бусин (кит. 曹不兴; работал в III в.) — китайский художник.
- Цао Вэньсюань (род. 1954) — китайский детский писатель, лауреат премии имени Х. К. Андерсена (2016 год).
- Цао Ганчуань (р.1935) — китайский военный и государственный деятель, министр обороны КНР в 2003 −2008.
- Цао Гоцзю или Королевский дядя Цао — последний из Восьми Бессмертных даосского пантеона.
- Цао Гуйян, Агния (1821—1856) — святая Римско-Католической Церкви, мученица.
- Цао Кунь (1862—1938) — глава Чжилийской клики в Бэйянской армии и Президент Китайской республики.
- Цао Лэй (род. 1983) — китайская тяжелоатлетка, член национальной сборной Китая.
- Цао Мяньин (род. 1967) — китайская гребчиха, депутат ВСНП.
- Цао Пэй (187—226) — император Вэй.
- Цао Сюань (кит. упр. 曹轩, род.1985) — китайский футболист, игрок «Ханчжоу Гринтаун».
- Цао Чжань , 曹霑 , писал под псевдонимом «Цао Сюэцинь» — китайский писатель, автор «Хунлоумэн»
- Цао Цао (кит. 曹操). (155—220) — китайский полководец, сын которого стал основателем царства Цао-Вэй, одного из трёх царств эпохи Троецарствия.
- Цао Цзинхуа (Цао Лянья; 1897—1987) — китайский переводчик и писатель.
- Цао Чжи (192—232) — древнекитайский поэт.
- Цао Чжунжун (род. 1981) — китайский пятиборец, призёр Олимпийских игр.
- Цао Юань (род. 1995) — китайский прыгун в воду, олимпийский чемпион.
- Цао Юй (1910—1996) — китайский драматург, председатель ВАРЛИ (1988—1996).
- Цао Юйпэн (род. 1990) — китайский профессиональный снукерист.

## Известные Чо (조)
- Чо Юн Джон — южнокорейская теннисистка.
- Чо Ха Ри — южнокорейская шорт-трекистка, многократная чемпионка мира